# LP (가수)
로라 페르골리치(Laura Pergolizzi, 1981년 3월 18일 ~ )는 미국의 가수이다.